# Ocrepeira yucatan
Ocrepeira yucatan är en spindelart som beskrevs av Claude Lévi 1993. Ocrepeira yucatan ingår i släktet Ocrepeira och familjen hjulspindlar. Inga underarter finns listade i Catalogue of Life.